# Oxnard
Oxnard è una città degli Stati Uniti, posta vicino alla costa pacifica della California meridionale, 100 km a nord-ovest di Los Angeles, lungo la Pacific Coast Highway ("superstrada della costa del Pacifico"). Due terzi dei suoi abitanti sono ispanici, molti dei quali lavorano nei campi vicino alla città.
Sono presenti due basi della Marina Militare Statunitense: Point Mugu e Port Hueneme.
Vi si trova la Oxnard High School, fondata nel 1901.